# Último ancestral comum universal

Árvore filogenética ligando todos os principais grupos de organismos vivos, nomeadamente as Bactérias, Archaea e Eukarya, conforme proposto por Woese et al. em 1990, com o último antepassado comum universal (LUCA) mostrado na raiz.

O último antepassado comum universal (LUCA, last universal common ancestor) é a hipotética célula ancestral comum da qual se originaram os três domínios da vida — Bactéria, Archaea e Eukarya. Esta célula possuía uma bicamada lipídica; continha o código genético e ribossomas que traduziam DNA ou RNA em proteínas. Embora o momento em que o LUCA existiu não possa ser definitivamente determinado, a maioria dos estudos sugere que o LUCA existiu há 3,5 bilhões de anos (era paleoarqueana) e possivelmente tão cedo quanto há 4,3 bilhões de anos ou mais. A natureza deste ponto ou estágio de divergência permanece um tópico de pesquisa.
Todas as formas de vida anteriores a esta divergência e todos os organismos extantes são geralmente considerados como partilhando ancestralidade comum. Com base num teste estatístico formal, esta teoria de uma ancestralidade comum universal (UCA) é apoiada em detrimento de hipóteses concorrentes de múltiplas ancestralidades. O primeiro antepassado comum universal (FUCA) é um hipotético antepassado não celular do LUCA e de outras linhagens irmãs agora extintas.
Se a gênese dos vírus ocorreu antes ou depois do LUCA — bem como a diversidade de vírus extantes e seus hospedeiros — permanece um assunto de investigação.
Embora não exista evidência fóssil do LUCA, a detalhada semelhança bioquímica de toda a vida atual (dividida nos três domínios) torna a sua existência amplamente aceite por bioquímicos. As suas características podem ser inferidas a partir de características partilhadas de genomas modernos. Estes genes descrevem uma forma de vida complexa com muitas características coadaptadas, incluindo mecanismos de transcrição e tradução para converter informação de DNA para mRNA e depois para proteínas.

## Contexto histórico

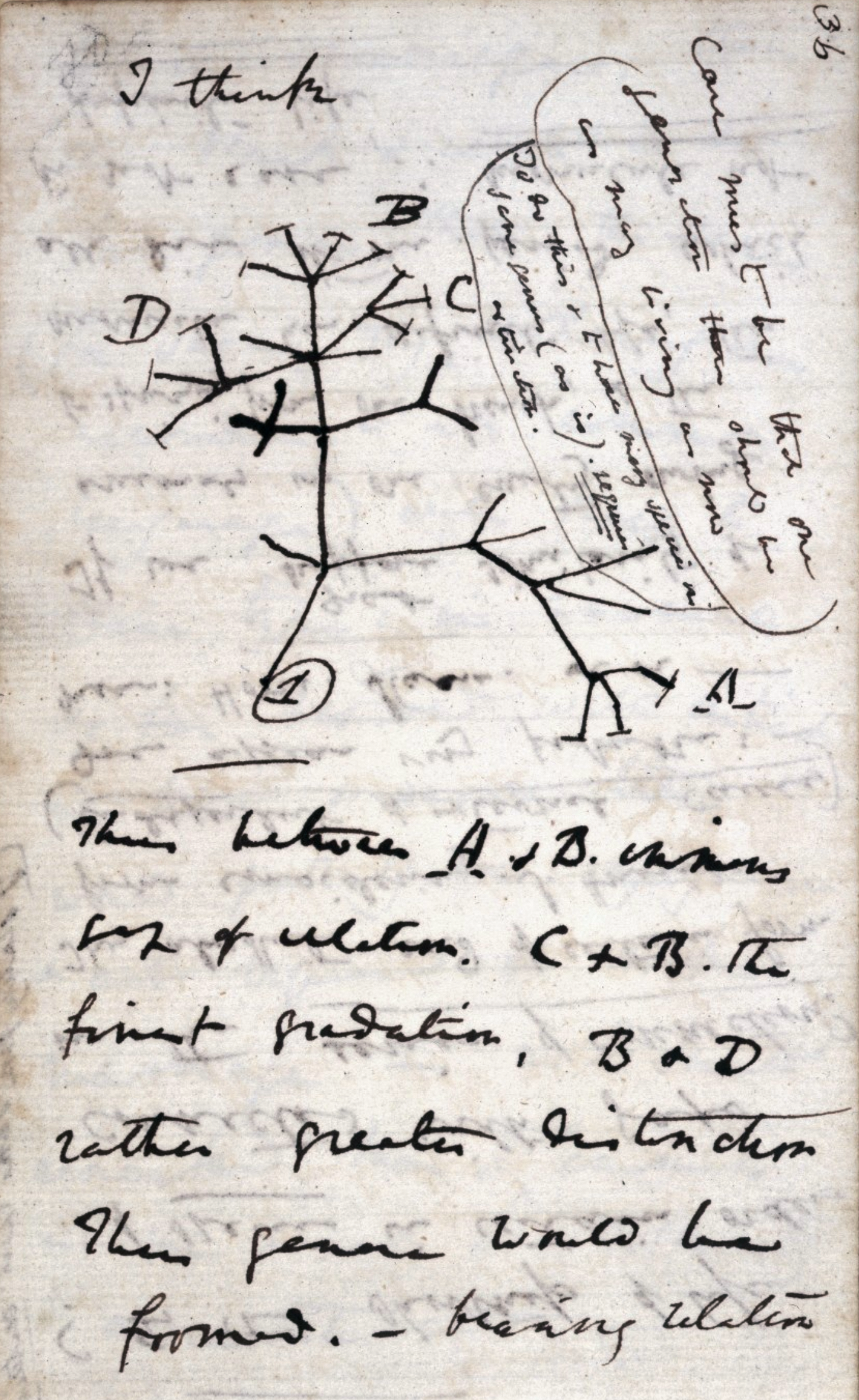
Uma árvore filogenética, como esta dos cadernos de Charles Darwin c. julho de 1837, implica um único antepassado comum na sua raiz (rotulada como "1").

Uma árvore filogenética retrata diretamente a ideia de evolução por descendência de um único antepassado. Uma das primeiras árvores da vida foi esboçada por Jean-Baptiste Lamarck na sua Philosophie zoologique em 1809. Charles Darwin propôs mais famosamente a teoria da descendência comum universal através de um processo evolutivo no seu livro A Origem das Espécies em 1859: "Portanto, inferiria por analogia que provavelmente todos os seres orgânicos que alguma vez viveram nesta Terra descenderam de alguma forma primordial, na qual a vida foi primeiramente soprada." A última frase do livro começa com uma reafirmação da hipótese:
Citação: 
O termo "último antepassado comum universal" ou "LUCA" foi usado pela primeira vez na década de 1990 para se referir a tal organismo primordial.

## Inferindo as características do LUCA

### Mecanismos bioquímicos
Embora a anatomia do LUCA não possa ser reconstruída com certeza, os seus mecanismos bioquímicos podem ser deduzidos e descritos em algum detalhe, com base em propriedades partilhadas por organismos atualmente vivos, bem como em análise genética.
O LUCA certamente tinha genes e um código genético. O seu material genético era muito provavelmente DNA, portanto, existiu após o mundo de RNA. O DNA era mantido em cadeia dupla por uma enzima, a DNA polimerase, que reconhece a estrutura e direcionalidade do DNA. A integridade do DNA era mantida por um grupo de enzimas de reparação, incluindo a DNA topoisomerase. Se o código genético era baseado em DNA de cadeia dupla, era expresso copiando a informação para RNA de cadeia simples. O RNA era produzido por uma RNA polimerase dependente de DNA usando nucleótidos semelhantes aos do DNA. Tinha múltiplas proteínas de ligação ao DNA, como proteínas com dobra de histona. O código genético era expresso em proteínas. Estas eram montadas a partir de 20 aminoácidos livres por tradução de um RNA mensageiro através de um mecanismo de ribossomas, RNA de transferência e um grupo de proteínas relacionadas.
Embora o LUCA provavelmente não fosse capaz de interação sexual, estavam presentes funções genéticas que promoviam a transferência de DNA entre indivíduos da população para facilitar a recombinação genética. Produtos genéticos homólogos que promovem a recombinação genética estão presentes em bactérias, archaea e eukarya, como a proteína RecA em bactérias, a proteína RadA em archaea, e as proteínas Rad51 e Dmc1 em eukarya.
A funcionalidade do LUCA, bem como evidências para a evolução precoce de sistemas biológicos dependentes de membrana, sugerem que o LUCA tinha celularidade e membranas celulares. Quanto à estrutura da célula, continha um citoplasma baseado em água efetivamente encerrado por uma membrana de bicamada lipídica; era capaz de se reproduzir por divisão celular. Tendia a excluir sódio e concentrar potássio por meio de transportadores de ions específicos (ou bombas de ions). A célula multiplicava-se duplicando todo o seu conteúdo seguido por divisão celular. A célula usava quimiosmose para produzir energia. Também reduzia CO2 e oxidava H2 (metanogénese ou acetogénese) via tioésteres de acetilo.
Por bracketing filogenético, a análise dos grupos descendentes presumidos do LUCA, o LUCA parece ter sido um organismo pequeno, unicelular. Provavelmente tinha uma bobina em forma de anel de DNA flutuando livremente dentro da célula. Morfologicamente, provavelmente não se destacaria dentro de uma população mista de pequenas bactérias modernas. O originador do sistema dos três domínios, Carl Woese, afirmou que na sua maquinaria genética, o LUCA teria sido uma "entidade mais simples, mais rudimentar do que os antepassados individuais que geraram os três [domínios] (e seus descendentes)".
Como tanto as bactérias como as archaea têm diferenças na estrutura dos fosfolípidos e da parede celular, bombas de ions, a maioria das proteínas envolvidas na replicação do DNA e glicólise, infere-se que o LUCA tinha uma membrana permeável sem uma bomba de ions. O surgimento de antiportadores Na+/H+ provavelmente levou à evolução de membranas impermeáveis presentes em eukaryotes, archaea e bactérias. Afirma-se que "A evolução tardia e independente da glicólise, mas não da gluconeogénese, é inteiramente consistente com o LUCA sendo alimentado por gradientes naturais de protões através de membranas permeáveis. Várias características discordantes estão provavelmente ligadas à evolução tardia das membranas celulares, notadamente a parede celular, cuja síntese depende da membrana e da replicação do DNA". Embora o LUCA provavelmente tivesse DNA, é desconhecido se poderia replicar DNA e sugere-se que "poderia ter sido apenas um repositório quimicamente estável para replicação baseada em RNA". É provável que a membrana permeável do LUCA fosse composta por lípidos arqueais (isoprenoides) e lípidos bacterianos (ácidos gordos). Os isoprenoides teriam melhorado a estabilização da membrana do LUCA no habitat extremo circundante. Nick Lane e coautores afirmam que "As vantagens e desvantagens de incorporar isoprenoides nas membranas celulares em diferentes microambientes podem ter impulsionado a divergência das membranas, com a posterior biossíntese de fosfolípidos dando origem aos grupos cabeça únicos G1P e G3P de archaea e bactérias, respectivamente. Se assim for, as propriedades conferidas pelos isoprenoides membranares colocam a divisão lipídica tão cedo quanto a origem da vida".
Um estudo de 2024 sugere que o genoma do LUCA era semelhante em tamanho ao dos procariotas modernos, codificando cerca de 2 600 proteínas; que respirava anaerobicamente e era um acetogênio; e que tinha um sistema imunitário anti-viral baseado em CAS.

### Um termófilo anaeróbico
Uma alternativa à busca por características "universais" é usar a análise do genoma para identificar genes filogeneticamente antigos. Isto dá uma imagem de um LUCA que poderia viver num ambiente geoquimicamente hostil e é semelhante aos procariotas modernos. A análise de vias bioquímicas implica o mesmo tipo de química que a análise filogenética.

Sistemas e ambiente do LUCA, incluindo a via de Wood-Ljungdahl ou via redutiva do acetil-CoA para fixar carbono, e muito provavelmente DNA completo com o código genético e enzimas para replicá-lo, transcrevê-lo para RNA, e traduzi-lo para proteínas.

Em 2016, Madeline C. Weiss e colegas analisaram geneticamente 6,1 milhões de genes codificadores de proteínas e 286 514 clusters de proteínas de genomas procarióticos sequenciados representando muitas árvores filogenéticas, e identificaram 355 clusters de proteínas que provavelmente eram comuns ao LUCA. Os resultados da sua análise são altamente específicos, embora debatidos. Eles retratam o LUCA como "anaeróbico, CO2-fixador, H2-dependente com uma via de Wood-Ljungdahl (a via redutiva do acetil-coenzima A), N2-fixador e termófilo. A bioquímica do LUCA estava repleta de clusters FeS e mecanismos de reação radical." Os cofatores também revelam "dependência de metais de transição, flavinas, S-adenosil metionina, coenzima A, ferredoxina, molibdopterina, corrinas e selénio. O seu código genético exigia modificações de nucleósido e metilaçãos dependentes de S-adenosilmetionina". Eles mostram que metanogénios e clostrídios eram basais, perto da raiz da árvore filogenética, nas 355 linhagens de proteínas examinadas, e que o LUCA pode, portanto, ter habitado um ambiente de fonte hidrotermal anaeróbica num ambiente geoquimicamente ativo rico em H2, CO2 e ferro, onde a água do oceano interagia com magma quente sob o leito oceânico. É até inferido que o LUCA também cresceu a partir de H2 e CO2 via o ciclo de Krebs inverso incompleto. Outras vias metabólicas inferidas no LUCA são a via das pentoses fosfato, a glicólise e a gliconeogénese. Mesmo que evidências filogenéticas possam apontar para um ambiente de fonte hidrotermal para um LUCA termófilo, isto não constitui evidência de que a origem da vida ocorreu numa fonte hidrotermal, uma vez que extinções em massa podem ter removido ramos de vida previamente existentes.

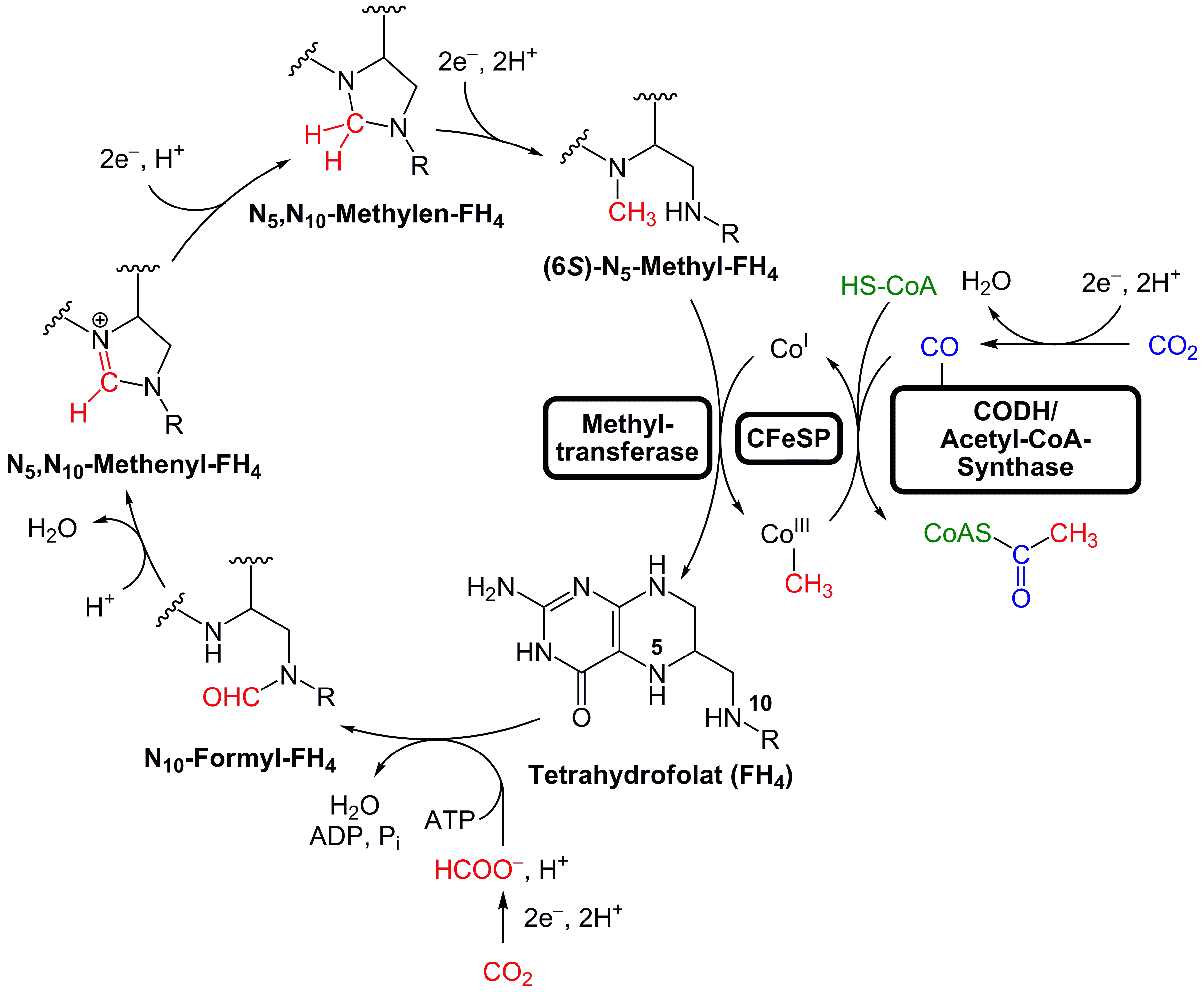
O LUCA usou a via de Wood-Ljungdahl ou via redutiva do acetil-CoA para fixar carbono, se era um autotrófico, ou para respirar anaerobicamente, se era um heterotrófico.

Weiss e colegas escrevem que "Experiências ... demonstram que ... produtos químicos da via de Wood-Ljungdahl [usados na respiração anaeróbica] formiato, metanol, grupos acetilo, e até piruvato surgem espontaneamente ... de CO2, metais nativos e água", uma combinação presente em fontes hidrotermais.
Um experimento mostra que Zn2+, Cr3+ e Fe podem promover 6 das 11 reações de uma via anabólica antiga chamada ciclo de Krebs inverso em condições ácidas, o que implica que o LUCA pode ter habitado fontes hidrotermais ou campos hidrotermais ácidos ricos em metais.

### Famílias de proteínas subamostradas
Alguns outros investigadores desafiaram as conclusões de Weiss et al. de 2016. Sarah Berkemer e Shawn McGlynn argumentam que Weiss et al. subamostraram as famílias de proteínas, de modo que as árvores filogenéticas não estavam completas e não descreviam corretamente a evolução das proteínas. Existem dois riscos ao tentar atribuir o ambiente do LUCA a partir da distribuição quase universal de genes (como em Weiss et al. 2016). Por um lado, arrisca-se a atribuir erroneamente eventos de convergência ou transferência horizontal de genes à descendência vertical; por outro lado, arrisca-se a atribuir erroneamente potenciais famílias de genes do LUCA como eventos de transferência horizontal de genes. Uma análise filogenómica e geoquímica de um conjunto de proteínas que provavelmente remontam ao LUCA mostra que tinha GTPases dependentes de K+ e a composição iónica e concentração do seu fluido intracelular aparentemente tinha uma alta razão K+/Na+, 
NH+
4, Fe2+, CO2+, Ni2+, Mg2+, Mn2+, Zn2+, pirofosfato e 
PO3−
4, o que implicaria um habitat terrestre de fonte termal. Possivelmente tinha um metabolismo baseado em fosfato. Além disso, estas proteínas não estavam relacionadas com autotrofia (a capacidade de um organismo criar a sua própria matéria orgânica), sugerindo que o LUCA tinha um estilo de vida heterotrófico (consumindo matéria orgânica) e que o seu crescimento dependia de matéria orgânica produzida pelo ambiente físico.
A presença das enzimas de manipulação de energia CODH/acetil-coenzima A sintase no LUCA poderia ser compatível não apenas com ser um autotrófico, mas também com a vida como um mixotrófico ou heterotrófico. Weiss et al. em 2018 responderam que nenhuma enzima define um estilo de vida trófico, e que os heterotróficos evoluíram a partir de autotróficos.
Um estudo de 2024 estimou diretamente a ordem em que os aminoácidos foram adicionados ao código genético a partir de sequências antigas de domínios proteicos. Um total de 969 domínios proteicos foram classificados como presentes no LUCA, incluindo 101 sequências de domínios que datavam das comunidades pré-LUCA ainda mais antigas. 88% dos domínios proteicos anotados como LUCA ou pré-LUCA foram confirmados por Moody et al. 2024, estando associados a proteínas com mais de 50% de probabilidade de estarem presentes no LUCA. Descobriu-se que aminoácidos que ligam metais, e aqueles que contêm enxofre, surgiram cedo no código genético. O estudo sugere que o metabolismo do enxofre e a catálise envolvendo metais foram elementos importantes da vida na época do LUCA.

### Possivelmente um mesófilo
Várias linhas de evidência sugerem que o LUCA era não termófilo. O conteúdo de pares de nucleótidos G + C (em comparação com a ocorrência de pares A + T) pode indicar o ótimo térmico de um organismo, pois são mais termicamente estáveis devido a uma ligação de hidrogénio adicional. Como resultado, ocorrem com mais frequência no rRNA de termófilos; no entanto, isto não é visto no rRNA reconstruído do LUCA.
A identificação de genes termófilos no LUCA tem sido desafiada, uma vez que podem, em vez disso, representar genes que evoluíram mais tarde em archaea ou bactérias, depois migrando entre estes via transferência horizontal de genes, como na hipótese de Woese de 1998. Por exemplo, a topoisomerase específica de termófilos, girase reversa, foi inicialmente atribuída ao LUCA antes de um estudo filogenético exaustivo revelar uma origem mais recente desta enzima seguida por extensa transferência horizontal de genes. O LUCA poderia ter sido um mesófilo que fixava CO2 e dependia de H2, e vivia perto de fontes hidrotermais.
Mais evidências de que o LUCA era mesófilo vêm da composição de aminoácidos das suas proteínas. A abundância de aminoácidos I, V, Y, W, R, E e L (denotados IVYWREL) nas proteínas de um organismo está correlacionada com a sua temperatura ótima de crescimento. De acordo com a análise filogenética, o conteúdo IVYWREL das proteínas do LUCA sugere que a sua temperatura ideal era abaixo de 50 °C.
Evidências de que bactérias e archaea passaram independentemente por fases de aumento e subsequente diminuição da termotolerância sugerem uma mudança climática dramática pós-LUCA que afetou ambas as populações e explicaria a aparente pervasividade genética da genética termotolerante.

## Idade
Estudos de 2000 a 2018 sugeriram uma época cada vez mais antiga para o LUCA. Em 2000, estimativas da idade do LUCA variavam de 3,8 a 3,5 bilhões de anos atrás (bya) no Paleoarqueano, algumas centenas de milhões de anos antes da primeira evidência fóssil de vida, para a qual os candidatos variam em idade de 4,28 a 3,48 bya. Isto colocou a origem das primeiras formas de vida logo após o Grande Bombardeamento Tardio, que se pensava ter esterilizado repetidamente a superfície da Terra. No entanto, um estudo de 2018 por Holly Betts e colegas aplicou um modelo de relógio molecular ao registo genômico e fóssil (102 espécies, 29 genes codificadores de proteínas comuns, principalmente ribossomais), concluindo que o LUCA precedeu o Grande Bombardeamento Tardio (tornando o LUCA com mais de 3,9 bya). Um estudo de 2022 sugeriu uma idade de cerca de 4,2–3,6 bya para o LUCA. Um estudo de 2024 sugeriu que o LUCA viveu há cerca de 4,2 bya (com um intervalo de confiança de 4,33–4,09 bya).

## Raiz da árvore da vida

Árvore da vida de 2005 mostrando transferência horizontal de genes entre ramos, incluindo (linhas coloridas) a simbiogénese de plastídios e mitocôndrias. "A transferência horizontal de genes e como impactou a evolução da vida é apresentada através de uma teia conectando ramos bifurcados que complicam, mas não apagam, a árvore da vida".

Em 1990, um novo conceito da árvore da vida foi apresentado, dividindo o mundo vivo em três ramos, classificados como os domínios Bactéria, Archaea, Eukarya. É a primeira árvore fundada exclusivamente em filogenética molecular, e que inclui a evolução de microorganismos. Foi chamada de "árvore filogenética universal em forma enraizada". Esta árvore e o seu enraizamento tornaram-se objeto de debate.
Entretanto, numerosas modificações desta árvore, principalmente sobre o papel e importância da transferência horizontal de genes para o seu enraizamento e ramificações iniciais, foram sugeridas (por exemplo,). Uma vez que a hereditariedade ocorre tanto vertical como horizontalmente, a árvore da vida pode ter sido mais semelhante a uma teia ou rede na sua fase inicial e mais semelhante a uma árvore quando cresceu em três ramos. Presumivelmente, a transferência horizontal de genes diminuiu com o aumento da estabilidade celular.
Uma versão modificada da árvore, baseada em vários estudos moleculares, tem a sua raiz entre um monofilético domínio Bactéria e um clado formado por Archaea e Eukaryota. Uma pequena minoria de estudos coloca a raiz no domínio bactéria, no filo Bacillota, ou afirma que o filo Chloroflexota (anteriormente Chloroflexi) é basal a um clado com Archaea e Eukaryotes e o resto das bactérias (como proposto por Thomas Cavalier-Smith). Análises metagenómicas recuperam um sistema de dois domínios com os domínios Archaea e Bacteria; nesta visão da árvore da vida, Eukaryotes são derivados de Archaea. Com o posterior conjunto genético dos descendentes do LUCA, partilhando uma estrutura comum da regra AT/GC e os vinte aminoácidos padrão, a transferência horizontal de genes teria-se tornado viável e poderia ter sido comum.
A natureza do LUCA permanece disputada. Em 1994, com base no metabolismo primordial (como discutido por Wächtershäuser), Otto Kandler propôs uma divergência sucessiva dos três domínios da vida a partir de uma população multipenotípica de pré-células, alcançada por melhorias evolutivas graduais (celularização). As pré-células fenotipicamente diversas desta população eram entidades metabólicas autorreprodutoras que exibiam frequente troca mútua de informação genética. Assim, neste cenário, não havia "primeira célula". Pode explicar a unidade e, ao mesmo tempo, a partição em três linhas (os três domínios) da vida. A teoria da pré-célula de Kandler é apoiada por Wächtershäuser. Em 1998, Carl Woese, com base no conceito de mundo de RNA, propôs que nenhum organismo individual poderia ser considerado um LUCA, e que a herança genética de todos os organismos modernos derivou através de transferência horizontal de genes entre uma comunidade antiga de organismos. Outros autores concordam que havia um "genoma coletivo complexo" na época do LUCA, e que a transferência horizontal de genes foi importante na evolução de grupos posteriores; Nicolas Glansdorff afirma que o LUCA "estava numa comunidade metabolicamente e morfologicamente heterogénea, constantemente reorganizando material genético" e "permaneceu uma entidade evolutiva, embora vagamente definida e em constante mudança, enquanto durou esta promiscuidade."
A teoria de uma ancestralidade comum universal da vida é amplamente aceite. Em 2010, com base na "vasta gama de sequências moleculares agora disponíveis de todos os domínios da vida," D. L. Theobald publicou um "teste formal" de ancestralidade comum universal (UCA). Isto trata da descendência comum de todos os organismos terrestres extantes, cada um sendo um descendente genealógico de uma única espécie do passado distante. O seu teste formal favoreceu a existência de uma ancestralidade comum universal sobre uma ampla classe de hipóteses alternativas que incluíam transferência horizontal de genes. Princípios bioquímicos básicos implicam que todos os organismos têm uma ancestralidade comum.
Um antepassado não celular proposto para o LUCA é o primeiro antepassado comum universal (FUCA). O FUCA seria, portanto, o antepassado de todas as células modernas, bem como de linhagens celulares antigas, agora extintas, que não descendem do LUCA. Presume-se que o FUCA teve descendentes além do LUCA, nenhum dos quais tem descendentes modernos. Alguns genes destas antigas linhagens celulares agora extintas são pensados terem sido transferidos horizontalmente para o genoma dos primeiros descendentes do LUCA.

## LUCA e vírus
A origem dos vírus permanece disputada. Uma vez que os vírus precisam de células hospedeiras para a sua replicação, é provável que tenham surgido após a formação de células. Os vírus podem até ter múltiplas origens e diferentes tipos de vírus podem ter evoluído independentemente ao longo da história da vida. Existem diferentes hipóteses para as origens dos vírus, por exemplo, uma origem viral precoce do mundo de RNA ou uma origem viral posterior de DNA egoísta.
Com base em como os vírus estão atualmente distribuídos entre as bactérias e archaea, suspeita-se que o LUCA tenha sido presa de múltiplos vírus, ancestrais daqueles que agora têm esses dois domínios como hospedeiros. Além disso, uma extensa evolução viral parece ter precedido o LUCA, uma vez que a estrutura jelly-roll das proteínas do capsídeo é partilhada por vírus de RNA e DNA em todos os três domínios da vida. Os vírus do LUCA eram provavelmente principalmente vírus dsDNA nos grupos chamados Duplodnaviria e Varidnaviria. Dois outros grupos de vírus de DNA de cadeia simples dentro da Monodnaviria, os Microviridae e os Tubulavirales, provavelmente infetaram o último antepassado comum bacteriano. O último antepassado comum arqueano foi provavelmente hospedeiro de vírus em forma de fuso. Todos estes poderiam bem ter afetado o LUCA, caso em que cada um deve desde então ter sido perdido no domínio hospedeiro onde já não existe. Em contraste, os vírus de RNA não parecem ter sido parasitas importantes do LUCA, embora o pensamento direto possa ter imaginado vírus como começando com vírus de RNA diretamente derivados de um mundo de RNA. Em vez disso, na época em que o LUCA viveu, os vírus de RNA provavelmente já tinham sido superados por vírus de DNA.

O LUCA pode ter sido o antepassado de alguns vírus, pois pode ter tido pelo menos dois descendentes: LUCELLA, o Último Antepassado Celular Universal, o antepassado de todas as células, e o antepassado arcaico da virocélula, o antepassado de vírus de DNA de médio a grande porte. Os vírus podem ter evoluído antes do LUCA mas depois do primeiro antepassado comum universal (FUCA), de acordo com a hipótese de redução, onde vírus gigantes evoluíram de células primordiais que se tornaram parasitas.